# Knodus septentrionalis
Knodus septentrionalis är en fiskart som beskrevs av Jacques Géry 1972. Knodus septentrionalis ingår i släktet Knodus och familjen Characidae. Inga underarter finns listade i Catalogue of Life.